# 케빈 지거스
케빈 조지프 지거스(Kevin Joseph Zegers, 1984년 9월 19일 ~ )는 캐나다의 배우, 모델이다. 《트랜스아메리카》(2005)로 2006년 칸 영화제에서 트로페 쇼파르를 수상했다.

## 출연 작품

### 영화
- 마이클 J 폭스의 스타 만들기 (1993, Life with Mikey)
- 매드니스 (1994)
- 제시의 위험한 선택 (1996, The Cold Heart of a Killer)
- 에어 버드 (1997)
  - 에어 버드 2 (1998, Air Bud: Golden Receiver)
  - 에어 버드 3 (2000, Air Bud: World Pup)
  - 에어 버드 4 (2002, Air Bud: Seventh Inning Fetch)
- 콜 투 리멤버 (1997, A Call to Remember)
- 샤도우 빌더 (1998)
- Nico the Unicorn (1998)
- 코모도 (1999)
- 재키는 엠브이피 (2000, MVP: Most Valuable Primate)
- 보물섬 (2001, Treasure Island)
- 버지니아스 런 (2002, Virginia's Run)
- Fear of the Dark (2003)
- 데드 캠프 (2003)
- 새벽의 저주 (2004)
- The Hollow (2004)
- 트랜스아메리카 (2005)
- 펠리시티: 아메리칸 걸 어드벤처 (2005, Felicity: An American Girl Adventure)
- 보이 걸 씽 (2006)
- 줌 (2006)
- 제인 오스틴 북 클럽 (2007)
- 노말 (2007, Normal)
- 스톤 엔젤 (2007, The Stone Angel)
- Gardens of the Night (2008)
- 피프티 데드 맨 워킹 (2008, Fifty Dead Men Walking)
- The Narrows (2008)
- The Perfect Age of Rock 'n' Roll (2009)
- 프로즌 (2010)
- 뱀파이어 (2011)
- Girl Walks into a Bar (2011)
- 완전 범죄: 키드냅 (2011, The Entitled)
- 섀도우 헌터스: 뼈의 도시 (2013)
- 콜로니: 지구 최후의 날 (2013)
- All the Wrong Reasons (2013)
- The Curse of Downers Grove (2014)
- Another Kind of Wedding (2017)
- Sleepwalker (2017)
- 뮤턴트 이스케이프 (2022) - 브로디 역

### 텔레비전
- 엑스파일 (1995)
- 신기한 스쿨버스 (1995-96) - 목소리
- 스몰빌 (2003)
- 하우스 (2004)
- 가십걸 (2009-11)
- 타이타닉: 블러드 앤 스틸 (2012)
- Gracepoint (2014)
- Notorious (2016)
- 애프터매스 (2017)
- 헬's 키친 (2019) - 본인